# Retorn de Jesús a Natzaret

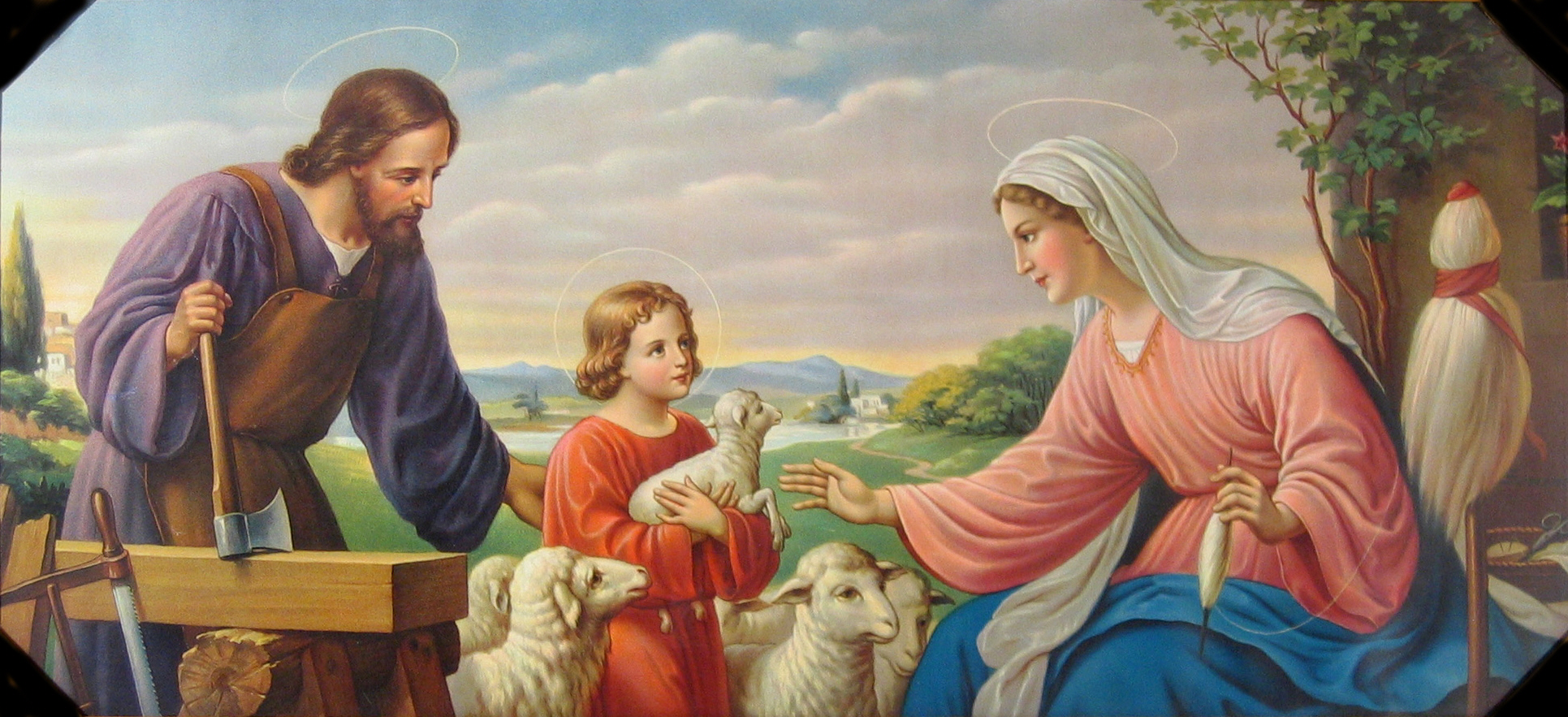
Jesús jove a Natzaret, en una pintura d'un artista anònim, c. 1930

El retorn de la família de Jesús a Natzaret és part de la versió de la vida primerenca de Jesús segons l'Evangeli de Lluc. Explica com Josep i Maria tornen a la seva casa de Natzaret després que Jesús hagi nascut durant una visita a Betlem per fer un registre al Cens de Quirinus.

A l'Evangeli segons Sant Mateu s'explica que Josep i la seva família viuen a Betlem i van a Natzaret després de la Fugida a Egipte.

Així que es va aixecar, va agafar el nen i la seva mare i va anar a la terra d'Israel. Però quan va sentir que Arquelau regnava a Judea en lloc del seu pare Herodes, va tenir por d'anar-hi. Havent estat advertit en un somni, va retirar al districte de Galilea, i va anar a viure a la ciutat de Nazareth. Així es va complir el que un dia va ser dit a través dels profetes: "sigui cridat un Natzarè.".